# Амір Саїпі
Амір Саїпі (нім. Amir Saipi, нар. 8 липня 2000, Шаффгаузен) — швейцарський футболіст, воротар клубу «Лугано».
Виступав, зокрема, за клуби «Шаффгаузен-2», «Грассгоппер-2» та «Шаффгаузен», а також молодіжну збірну Швейцарії.
Володар Кубка Швейцарії.

## Клубна кар'єра
Народився 8 липня 2000 року в місті Шаффгаузен.
У дорослому футболі дебютував 2016 року виступами за команду «Шаффгаузен-2», в якій провів один сезон, взявши участь у 2 матчах чемпіонату. 
Своєю грою за цю команду привернув увагу представників тренерського штабу клубу «Грассгоппер-2», до складу якого приєднався на умовах оренди 2018 року. Відіграв за дублерів цюрихського клубу наступний сезон своєї ігрової кар'єри.
У 2019 році приєднався до основної команди «Шаффгаузен», у складі якого провів наступні два роки своєї кар'єри гравця.  Більшість часу, проведеного у складі «Шаффгаузена», був основним голкіпером команди.
До складу клубу «Лугано» приєднався 2021 року. Станом на 31 липня 2022 року відіграв за команду з Лугано 54 матчі в національному чемпіонаті.

## Виступи за збірні
У 2019 році дебютував у складі юнацької збірної Швейцарії (U-20), загалом на юнацькому рівні взяв участь у 4 іграх, пропустивши 9 голів.
З 2021 року залучався до складу молодіжної збірної Швейцарії. На молодіжному рівні зіграв у 14 офіційних матчах, пропустив 19 голів.

## Титули і досягнення
- Володар Кубка Швейцарії (1):

«Лугано»: 2021-2022